# Социјална акција
Социјална акција је, као део социјалних делатности, свесна, организована људска делатност коју осмишљавају и реализују заинтересовани појединци, групе, покрети, организације и асоцијације. Све социјалне акције одвијају се у одређеном простору, имају своју методологију као и научне евалуације резултата. Социјалне акције су увек садржински повезане са потребама и проблемима људи и непосредно су усмерене ка реализацији заједничких циљева ка превазилажењу актуелних проблема и стварању услова за квалитетније задовољавање актуелних и дугорочних циљева појединаца, група и заједнице. На основу тога се објашњава и формирање институција друштва као система организованих ставова који усме-равају, али и контролишу понашање људи.